# Aulx-lès-Cromary
Aulx-lès-Cromary é uma comuna francesa na região administrativa de Borgonha-Franco-Condado, no departamento de Alto Sona. Estende-se por uma área de 4,33 km². Em 2010 a comuna tinha 165 habitantes (densidade: 38,1 hab./km²).